# Motovun
Motovun (Italiaans, Latijn en Duits: Montona) is een gemeente en klein dorp in het binnenland van de Kroatische provincie Istrië. Motovun heeft een inwoneraantal van 531 in het dorp en 983 in de gemeente (2001).
Motovun ligt op een heuvel, 270 meter boven zeeniveau. Van een afstand geeft Motovun een middeleeuws aanblik, de huizen staan onregelmatig verspreid over de heuvel, die ook gebruikt wordt voor de druiventeelt, waarvan de Istrische wijn wordt gemaakt. Onderaan de heuvel waarop het dorp ligt stroomt de Mirna. Aan de overkant van de rivier ligt het bos van Motovun, waar truffels gevonden worden. Het bos werd populair dankzij de roman Veli Jože geschreven door Vladimir Nazor.
Sinds 1999 vindt in Motovun het internationale Motovun Film Festival plaats.
Mario Andretti werd geboren in Motovun.
Motovun kan ook teruggevonden worden als een plattegrond op het bankbiljet van 10 kuna.

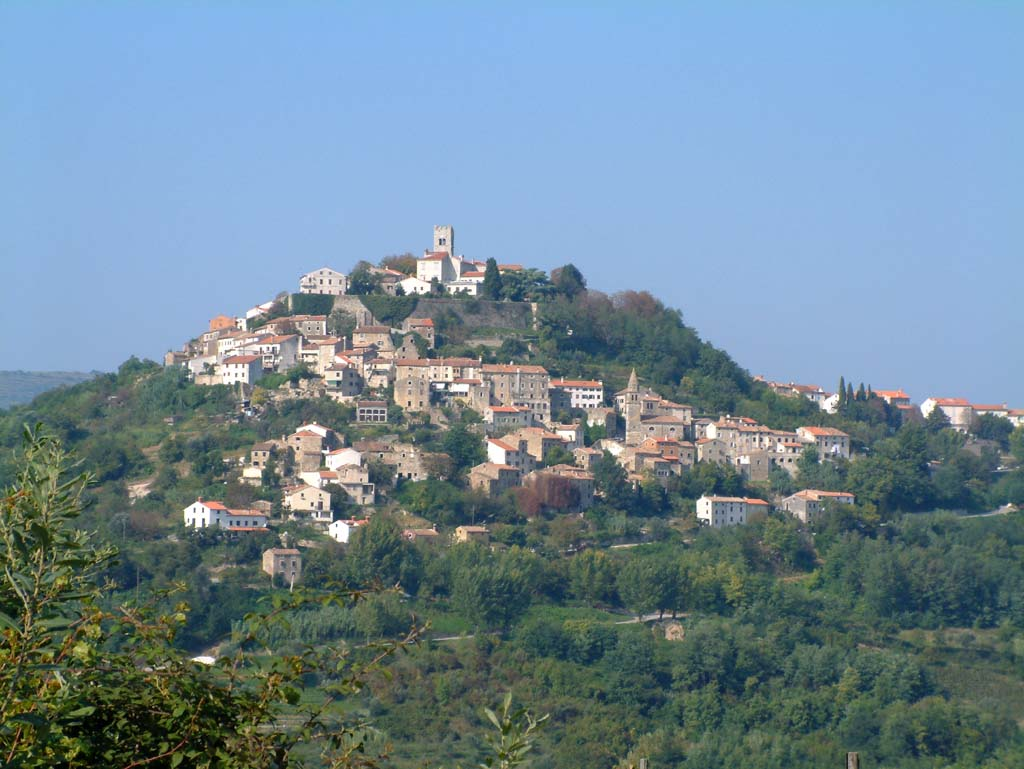
Motovun
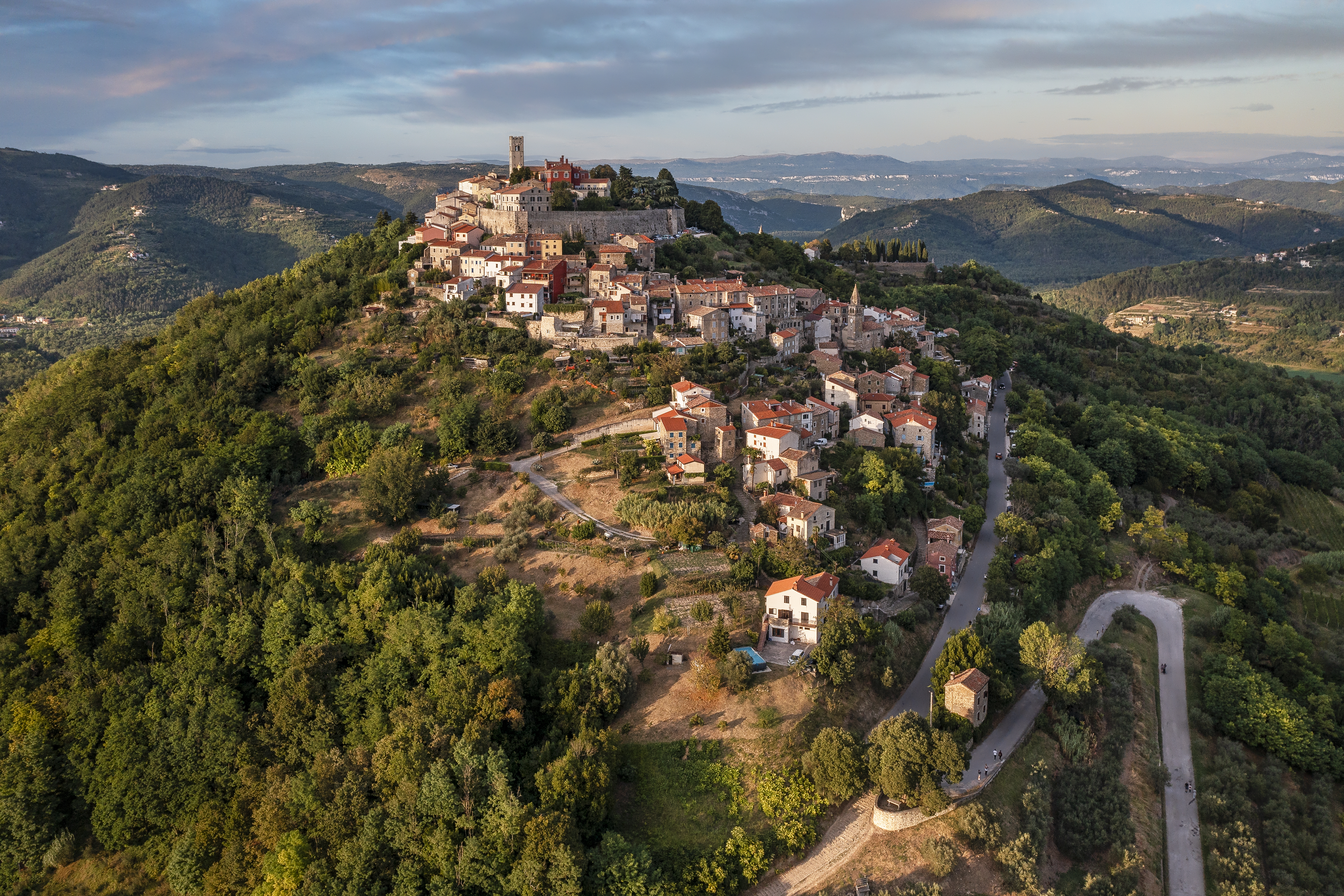
Luchtopname
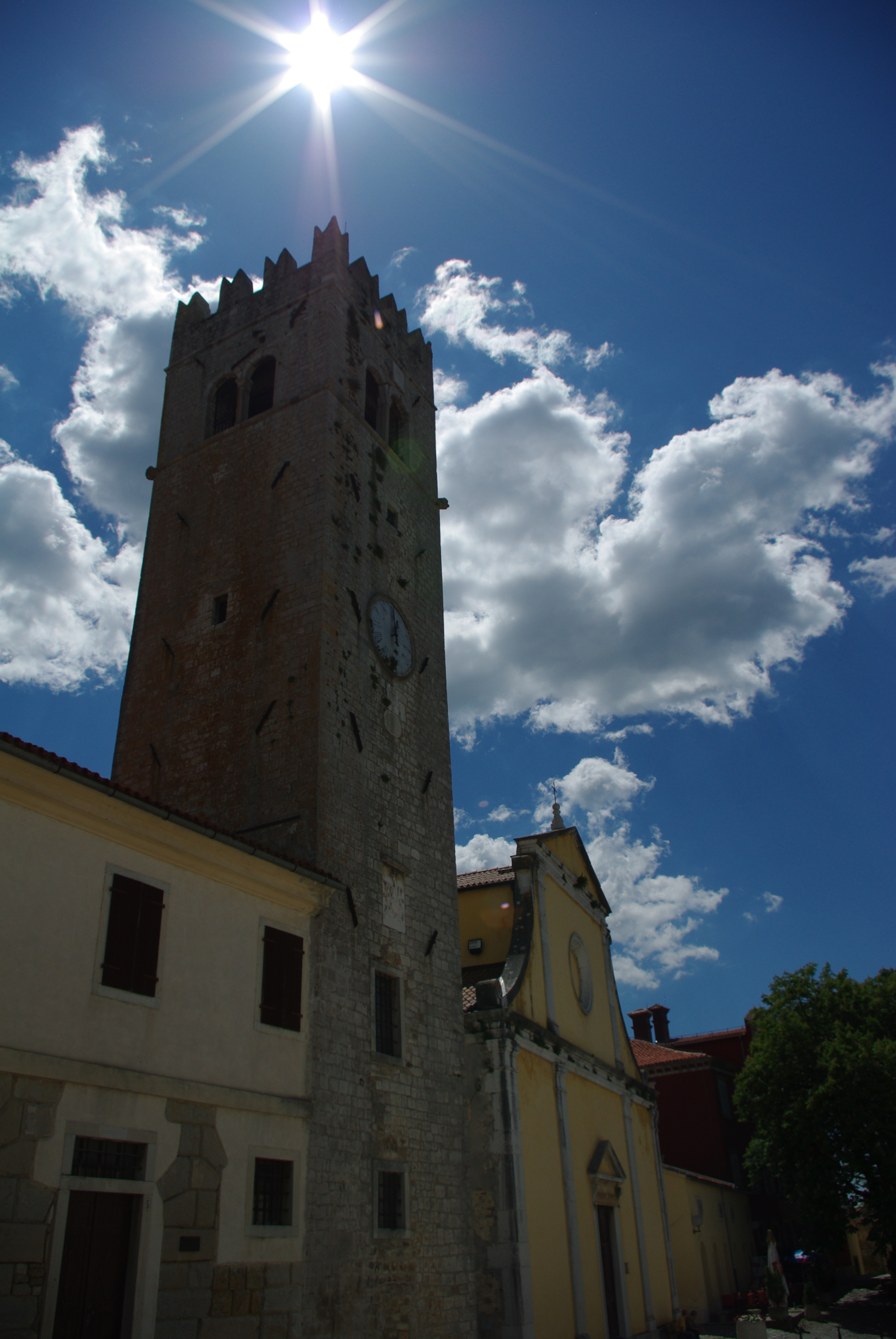
Oude kerk
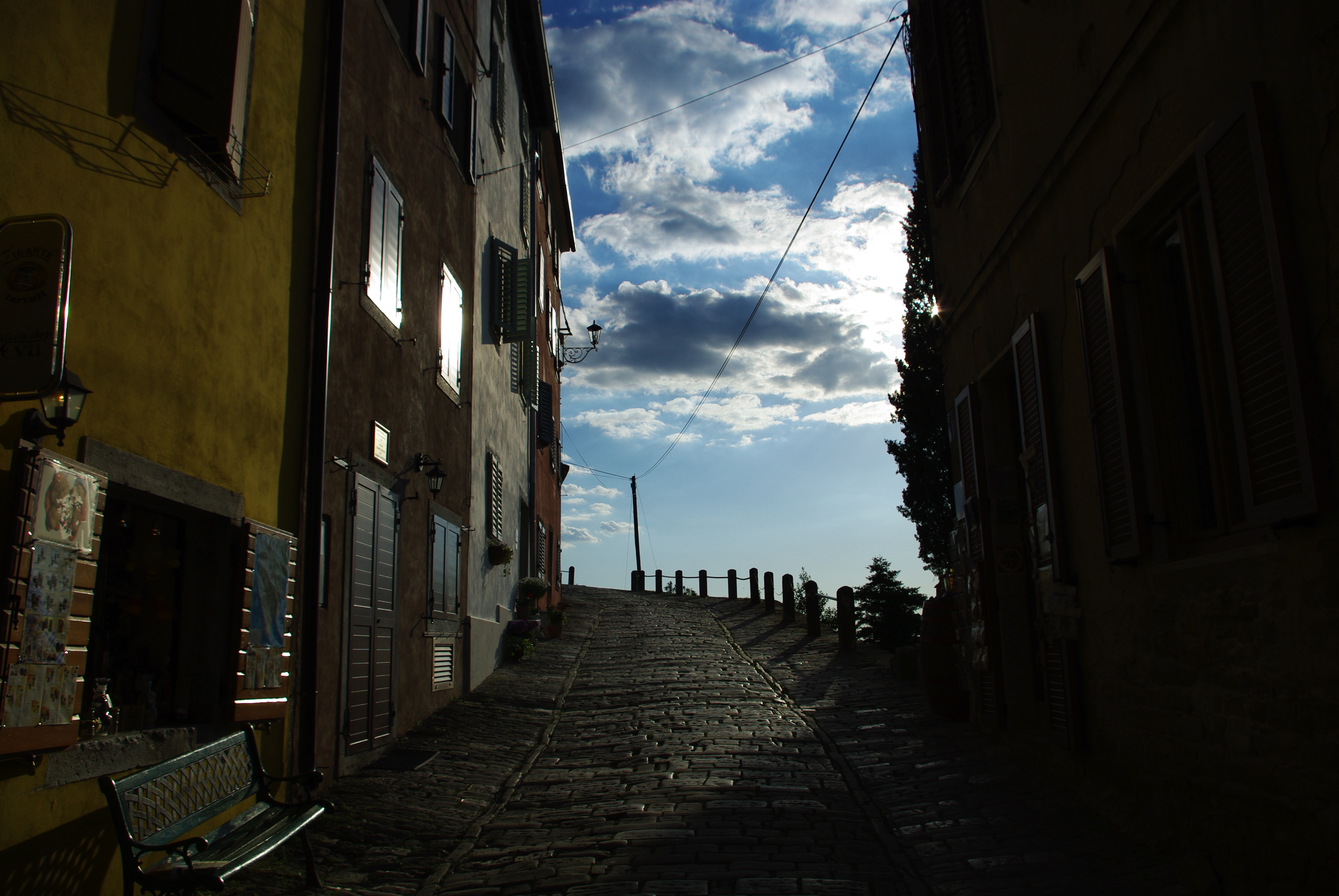
Straatbeeld